# Đình thần Bình Thủy
Đình thần Bình Thủy được xây dựng từ năm 1783 trên cù lao Năng Gù; nay là xã Bình Thủy, huyện Châu Phú, tỉnh An Giang, Việt Nam. Đình là một di tích kiến trúc nghệ thuật đặc sắc ở tỉnh An Giang.

## Lịch sử

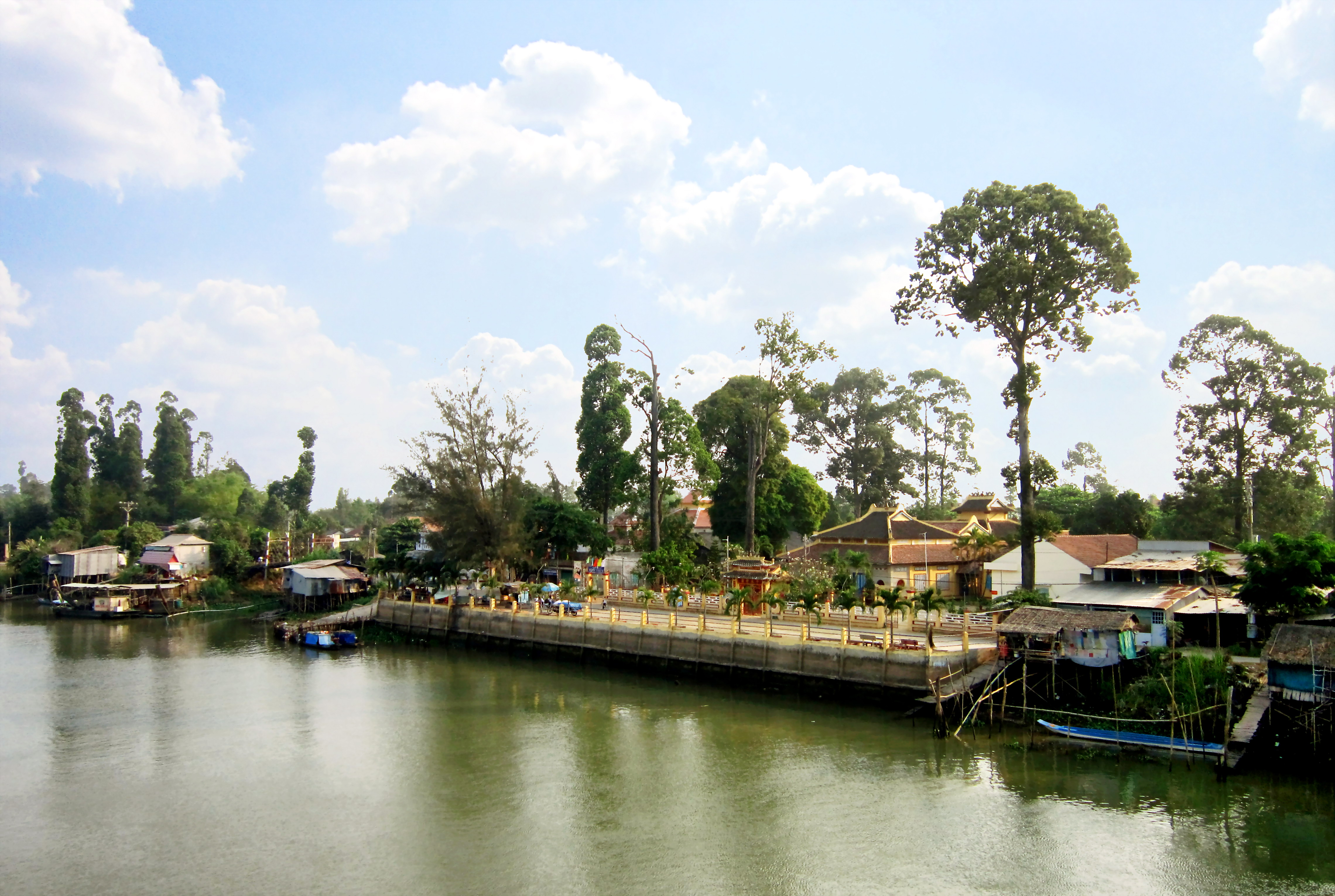
Toàn cảnh đình thần Bình Thủy

Vào nửa cuối thế kỷ 18, ông Dương Văn Hóa cùng gia đình là những lưu dân từ miền Trung vào miền Nam mưu sinh, đã đến cù lao Năng Gù  khai khẩn đất hoang, và lập ra thôn Bình Lâm vào năm 1783. Đến thời Pháp thuộc, thôn được tên đổi là Bình Thủy (nay là xã Bình Thủy, huyện Châu Phú, tỉnh An Giang). Trong quá trình khai phá, do nhu cầu tâm linh, ông cùng dân làng dựng ngôi miếu phụng thờ Thành hoàng bổn cảnh. Buổi đầu miếu làm bằng tre lá đơn sơ. 

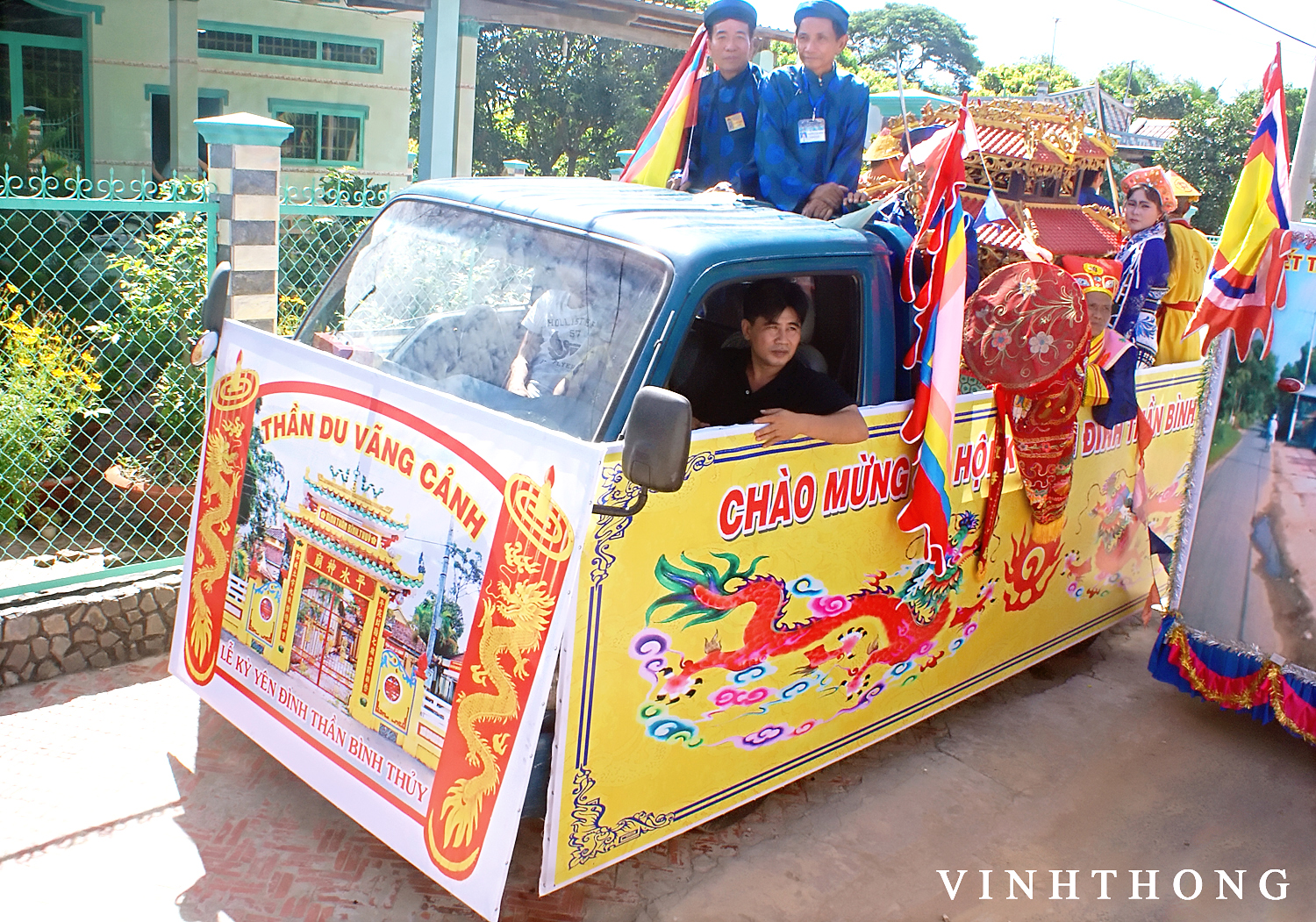
Xe thỉnh Sắc thần Đình Bình Thủy (Châu Phú, An Giang)

Năm 1850 ngôi miếu bị cháy, lúc đó Phật Thầy Tây An (Đoàn Minh Huyên, 1807 - 1856) truyền giáo ngang đây, hướng dẫn dân làng cất lại đình để có nơi thờ cúng. Sau này, nhờ đóng góp của dân làng, đình được dựng lại kiên cố hơn qua nhiều lần trùng tu. Đến năm 1972, đình lại được trùng tu lớn, trở nên khang trang và tồn tại cho đến ngày nay.

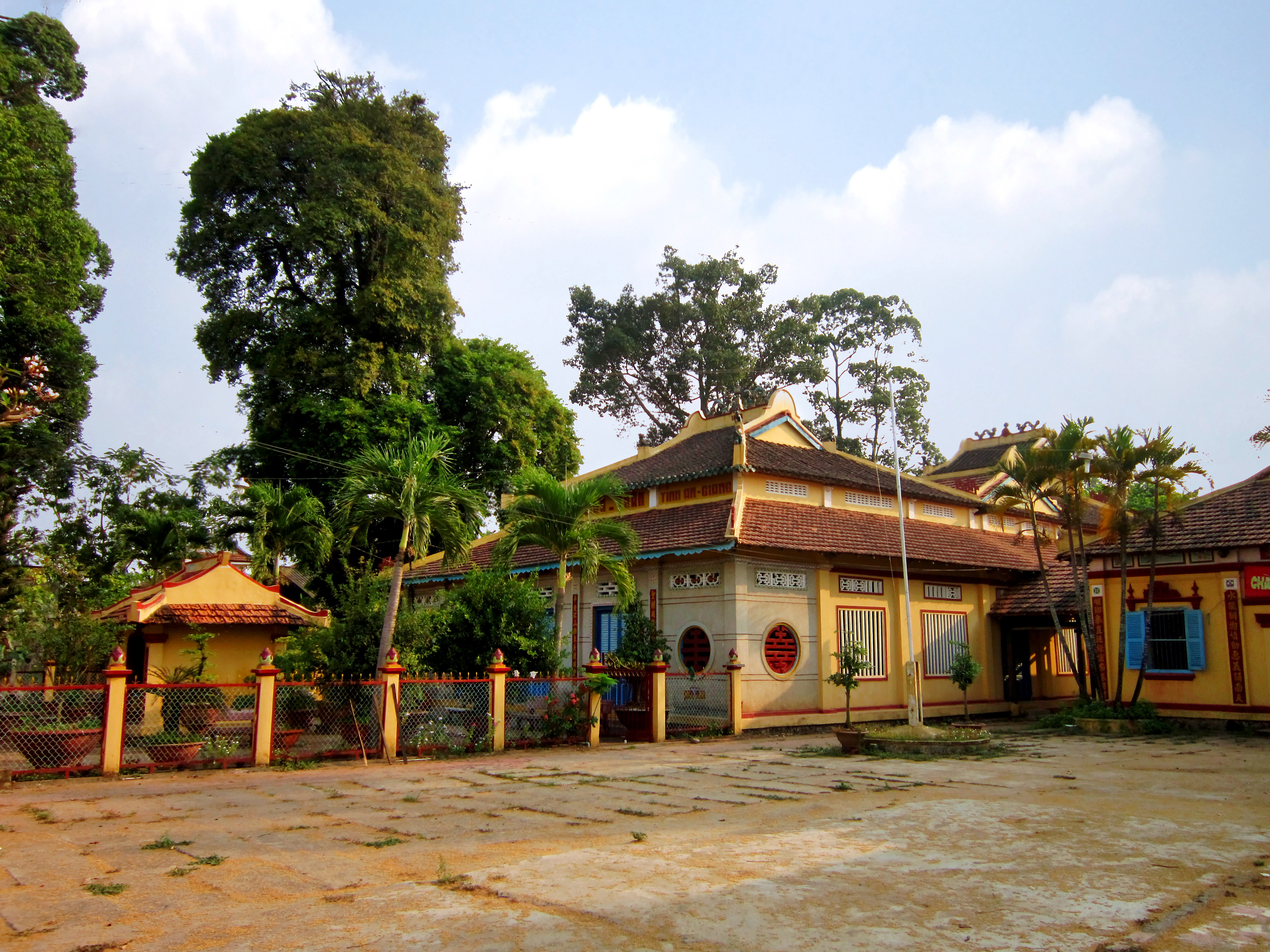
Đình thần Bình Thủy (ảnh 2)

Vào giữa thế kỷ 20, Ban Hội Tề làng Bình Thủy đã viết sớ gửi tới triều đình nhà Nguyễn để thỉnh cầu ban lại sắc phong và được chấp thuận.
Mùa xuân năm 1944, vua Bảo Đại ban sắc cho Thành hoàng bổn cảnh làng Bình Thủy với tước hiệu là "Tỉnh Hậu Dực Bảo Trung Hưng Trung Đẳng Thần". Ngoài ra đình còn thờ vọng Thượng đẳng thần Lễ Thành hầu Nguyễn Hữu Cảnh.
Dưới đây là nguyên văn bản sắc thần của đình làng Bình Thủy.
- Phiên âm:

Sắc Long Xuyên tỉnh, Tỉnh Thành quận, Định Thành tổng, Bình Thủy thôn phụng sự Bổn cảnh Thần hoàng tôn thần hộ quốc tí dân. Niệm trứ linh ứng tứ kim phi thừa, cảnh mệnh miến niệm Thần hưu trứ phong vi Tỉnh Hậu Dực Bảo Trung Hưng Trung Đẳng Thần. Chuẩn kỳ phụng sự tịch cơ thần kỳ tương hựu bảo ngã lê dân. Khâm tai! Bảo Đại thập cửu niên tam nguyệt nhị thập nhị nhựt.
- Dịch nghĩa:

Sắc cho tỉnh Long Xuyên, quận Tỉnh Thành, tổng Định Thành, thôn Bình Thủy được thờ phượng vị phúc thần sở tại đã từng giữ nước giúp dân. Xét thấy xưa từng linh ứng, nay vâng mệnh cả, nhớ đến công lao của Thần ngày trước nên phong là Tỉnh Hậu Dực Bảo Trung Hưng Trung Đẳng Thần. Cho phép được thờ phượng để Thần che chở cho dân của ta. Kính nghe! Bảo Đại năm thứ mười chín (1944) ngày hai mươi hai tháng ba.

## Kiến trúc
Khuôn viên đình khá rộng, từ ngoài vào trong có: cổng Tam quan (trên có dòng chữ Quốc ngữ "Đình Thần Bình Thủy", dưới có dòng chữ Hán "Bình Thủy Thần Miếu"), bình phong, đàn Xã Tắc, miếu Ngũ phương, miếu Xã Cọp. Quanh đình có nhiều hoa kiểng và cổ thụ rợp mát.
Trải qua thời gian và nhiều lần trùng tu tôn tạo, đình thần Bình Thủy ngày nay có kiến trúc theo hình chữ "tam" (三) với ba gian hai chái, nóc cổ lầu, mái chồng theo kiểu "thượng lầu hạ hiên". Nóc đình lợp ngói ống, trên nóc chạm trổ lưỡng long tranh châu, linh thú và nhiều hoa văn được điểm xuyến công phu.
Bên trong đình có nhà Võ ca, là nơi khai Lễ Kỳ yên và diễn ra hát bội hàng năm. Kế đến là Tiền điện (còn gọi là Võ quy) rất rộng, dành cho lễ bái. Chánh điện, Tiền điện và Võ ca là một quần thể liền nhau. Võ ca và Tiền điện không có vách ngăn, Tiền điện và Chánh điện được ngăn cách bằng bộ cửa sắt.
Trong chánh điện, giữa là bàn Hội đồng, hai bên là hai dãy binh khí. Trên cao hết là ngai thờ thần Thành hoàng bổn cảnh với bức đại tự sơn son thếp vàng, và chỉ có một chữ "Thần" (神) bằng chữ Hán. Hai bên là các ngai thờ Tả ban, Hữu ban, Tiên sư, Hậu tắc, Tiền hiền Hậu hiền, Hương quan Hương chức, Thiên xứ linh quang, Bạch mã thái giám.... Mỗi trang thờ, khánh thờ đều được chạm trổ tỉ mỉ. Đặc biệt, ngai thờ Tiền hiền Dương Văn Hóa, người có công lập làng Bình Thủy, được đặt ngang hàng với bàn thờ Hội đồng.
Nội thất của đình nổi bật với nhiều phù điêu, bao lam, thành vọng, hoành phi, liễn đối, khánh thờ,...được sơn son thếp vàng và chạm trổ tinh xảo, với các đề tài tứ linh, hoa lá, bát tiên... Ngoài ra, trong đình còn lưu giữ những long vị, đại hồng chung, tủ bàn ghế cẩn ốc xà cừ và những di vật quý khác.

## Lễ hội
Hàng năm, cứ đến ngày mùng 9 – 10 tháng 5 âm lịch, Đại lễ Kỳ yên lại được tổ chức long trọng tại đình làng Bình Thủy, đây là lễ hội truyền thống lớn nhất trong năm của xã, thu hút nhiều người gần xa. Lễ được tổ chức nhằm cầu cho mưa thuận gió hòa, quốc thới dân an, mùa màng thắng lợi, nhà nhà ấm no, đồng thời cũng là dịp người dân tri ân các bậc tiền nhân có công khai phá và xây dựng làng Bình Thủy.
Lễ hội mang đậm nét văn hóa tín ngưỡng truyền thống Nam Bộ, ngoài phần tế lễ, rước sắc trang nghiêm theo đúng truyền thống, còn có phần hội với nhiều trò chơi dân gian như thi đấu bóng chuyền, bóng đá, cờ tướng, thi tìm hiểu lịch sử địa phương,… Nổi bật nhất là hội thi đua thuyền truyền thống gồm nhiều thể loại: thuyền nam, thuyền nữ, thuyền rồng, thuyền dành cho học sinh... với nhiều giải thưởng hấp dẫn, làm cho lễ hội thêm náo nhiệt. Đua thuyền ở Bình Thủy nổi tiếng hơn những nơi khác vì xã nhiều năm liền là đội tuyển đại diện tỉnh An Giang thi đấu cấp khu vực và toàn quốc, thường xuyên đoạt giải cao.
Nét đặc sắc của Đại lễ Kỳ yên Đình thần Bình Thủy là hoạt động hóa trang. Hóa trang ban đầu là hoạt động giải trí nhằm cổ vũ cho các thuyền đua, do người dân tự phát thực hiện. Trước ngày lễ hội, các thanh niên thiết kế những chiếc bè như kiểu lều trại, với nhiều kiểu dáng đa dạng, trang trí bắt mắt. Trong hai ngày diễn ra đua thuyền, họ sẽ thả trôi chiếc bè trên sông, cùng nhau ca hát, nhảy múa. Những người có mặt trên bè hóa trang giống như thổ dân, bôi lọ lên mình, trang trí người bằng lá cây... Những hình ảnh đó đã thu hút hàng chục ngày du khách hằng năm đổ về tham dự lễ hội đặc sắc có một không hai ở miền Tây này.